# Castello di Lanzendorf
Il castello di Lanzendorf (Schloss Lanzendorf in tedesco), anche noto come Casa Caritas per disabili Maria Ausiliatrice (Behindertenheim der Caritas Maria Frieden in tedesco), si trova nel comune austriaco di Lanzendorf nel distretto di Bruck an der Leitha, in Bassa Austria, e le sue prime strutture risalgono probabilmente al XIV secolo.

## Storia

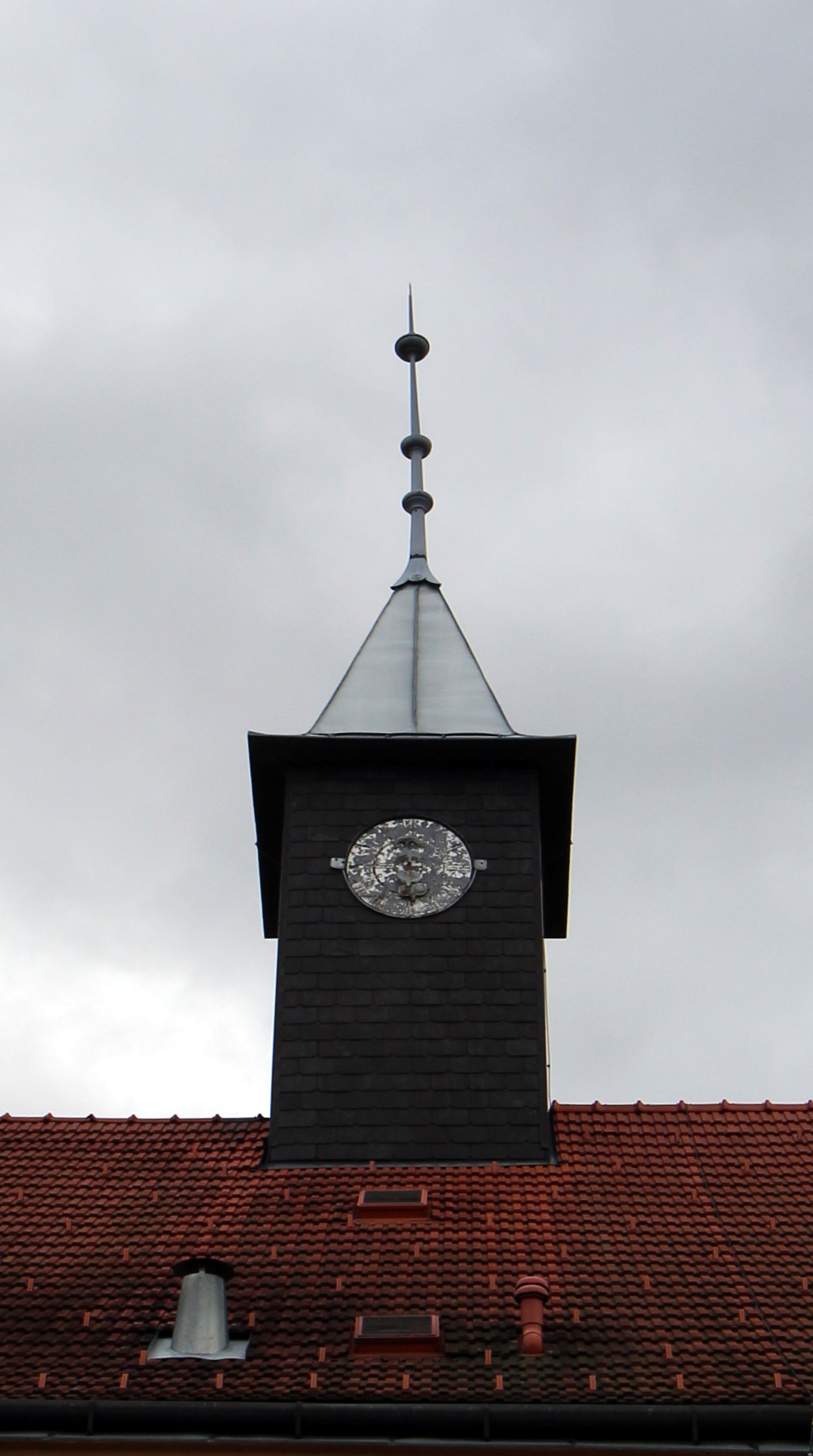
Torretta sulla copertura del tetto

Attorno al 1170 il territorio di Oberlanzendorf rientrava nei possedimenti della famiglia Asparn-Maleisdorfers che successivamente fu sostituita dagli Schönberger. Malgrado questo cambio le famiglie proprietarie continuarono a chiamarsi Lanzendorf anche dopo. Nel 1388 il duca Alberto III d'Asburgo confermò la proprietà ai von Lanzendorf. In quel periodo il castello doveva già essere presente poiché venne ripetutamente attaccato da armate che invadevano il territorio vicino a Vienna e si hanno informazioni sulle devastazioni che subì durante le due inavisioni ottomane del XVII secolo. La struttura che ci è pervenuta venne quasi certamente edificata nella prima metà di quel secolo e nel 1651 la tenuta col castello appartenevano a Johann Friedrich von Brassican. Seguirono anni di cambio di proprietà e di difficoltà economiche per il suo mantenimento e in seguito venne acquistato dai conti di Königsberg. Nella prima metà del XIX secolo il castello venne ampliato, venne comprato da Moritz von Tschoffen che lo trasformò in fabbrica per la produzione di stoviglie in metallo e poi, dal 1841, di oggetti in ottone. Seguirono altri passaggi di proprietà e nel 1915 divenne la sede di un asilo per bambini malformati. Per adattarlo al nuovo utilizzo venne ampliato con nuovi padiglioni. Nel 1940, durante la seconda guerra mondiale, il comune di Vienna trasferì i bambini a Rodaun e la struttura venne utilizzata come centro di detenzione per uomini che rifiutavano il lavoro e, dal 1942, fu rilevato dalla Gestapo e gestito come campo provvisorio per prigionieri politici e criminali diventando anche, verso la fine del conflitto, un campo di transito per gli ebrei ungheresi diretti ai vari campi di concentramento. L'amministrazione del campo era ospitata nel castello. Dal 1948 il castello appartiene all'arcidiocesi di Vienna che inizialmente vi ha gestito una casa di convalescenza e poi, nel 1966, ha fatto restaurare il complesso e nuovamente destinato alla riabilitazione per bambini portatori di handicap come all'inizio del secolo. L'ultimo ciclo di restauri conservativi si è concluso nel 2012 e l'interno del castello è stato riadattato co lavori sulle facciate e nuovi edifici.

## Descrizione

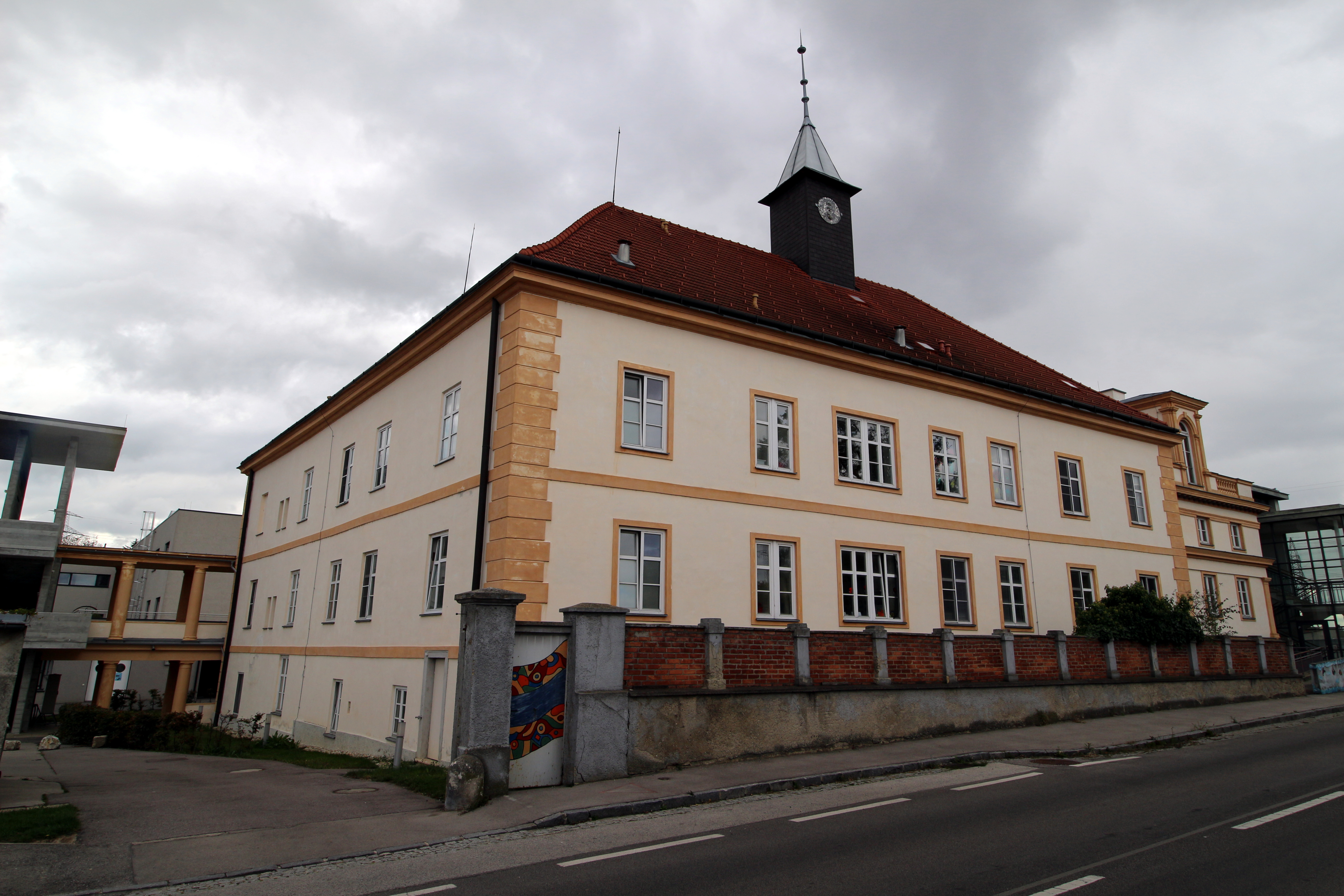
Immagine del castello divenuto Casa Caritas

Il castello si trova nella frazione di Oberlanzendorf nel comune austriaco di Lanzendorf nel distretto di Bruck an der Leitha, in Bassa Austria, a circa quattro chilometri a sud-est dei confini della città di Vienna. L'edificio si presenta a blocchi di tre piani su una pianta a forma di elle. La facciata sulla via e abbastanza semplice e funzionale. Al centro del tetto a padiglione si trova la piccola torre a base quadrata con copertura a forma di piramide acuta in latta. Di lato al grande parco mostra un loggiato a due piani con colonne. A sud è presente anche un portico a due piani con piano terra scanalato. Nella parte posteriore si trova la ex sala da ballo. La cappella si trova al piano superiore dell'ala sud. Sono ancora presenti i resti dell'antico muro difensivo.

### Bene architettonico tutelato
In Austria il castello di Lanzendorf è un bene sottoposto a tutela artistica col numero 4356.